# سیارک ۲۵۱۷۸
سیارک ۲۵۱۷۸ (به انگلیسی: 25178 Shreebose، نامگذاری:1998SA96) بیست و پنج هزار و صد و هفتاد و هشتمین سیارک کشف شده‌است که در ۲۶ سپتامبر ۱۹۹۸ کشف شد.
قدر مطلق سیارک برابر ۱۰.۷ است.